# Ibie
L'Ibie est une rivière du sud-est de la France, dans le département de l'Ardèche, en région Auvergne-Rhône-Alpes. Elle prend sa source au sud de Saint-Jean-le-Centenier puis parcourt 32,9 km, avant de rejoindre l'Ardèche à Vallon-Pont-d'Arc. La direction générale de son cours est sud-sud-ouest.

## Géographie
L'Ibie part au pied du plateau du Coiron, à la limite des communes de Saint-Jean-le-Centenier et Villeneuve-de-Berg où elle traverse le quartier Serrelonge. Sa vallée, peu encaissée, le devient davantage après Saint-Maurice-d'Ibie. Enfin, en sortant du plateau calcaire, elle s’élargit sur le cours inférieur. La rivière conflue avec l'Ardèche quelques centaines de mètres sous Vallon-Pont-d'Arc.

### Communes et cantons traversés
Dans le seul département de l'Ardèche, l'Ibie traverse les six communes suivantes, dans deux cantons, de l'amont vers l'aval, de Saint-Jean-le-Centenier (source), Villeneuve-de-Berg, Rochecolombe, Saint-Maurice-d'Ibie, Lagorce à Vallon-Pont-d'Arc (confluence).
Soit en termes de cantons, l'Ibie prend source dans le canton de Villeneuve-de-Berg, puis traverse le canton de Vallon-Pont-d'Arc, tout en restant dans le seul arrondissement de Largentière.

## Hydronymie
À partir de sa source et jusqu'à sa confluence avec le ruisseau de Chaumette, elle est appelée ruisseau de Plauzine.

## Affluents
L'Ibie a treize affluents référencés :
- Ruisseau de la Blachère (rd), 1,7 km sur la commune de Saint-Jean-le-Centenier ;
- Ruisseau de Brune (rg), 1,6 km sur la commune de Villeneuve-de-Berg ;
- La Rouveyrolle (rd), 2,7 km sur la commune de Villeneuve-de-Berg ;
- La Traverse (rd), 1,3 km sur les communes de Rochecolombe et Villeneuve-de-Berg ;
- Le Rounel (rg), 11,8 km sur les communes de Saint-Jean-le-Centenier, Alba-la-Romaine, Rochecolombe, Saint-Maurice-d'Ibie, Villeneuve-de-Berg et Saint-Andéol-de-Berg avec sept affluents :
  - Ruisseau des Communeaux (rg), 1,2 km sur la commune de Saint-Andéol-de-Berg ;
  - Ruisseau de la Motte (rd), 1,8 km sur la commune de Villeneuve-de-Berg avec un affluent :
    - Ruisseau de Vignal (rg), 1,3 km sur les communes de Saint-Jean-le-Centenier et Villeneuve-de-Berg ;

  - Ruisseau de Piérouby (rd), 1,1 km sur la commune de Villeneuve-de-Berg ;
  - Ruisseau de Chaumont (rd), 1,1 km sur la commune de Villeneuve-de-Berg ;
  - Le Merdaric (rg), 5,5 km sur la commune de Saint-Andéol-de-Berg avec trois affluents :
    - Ruisseau de Serre Maison (rd), 2,3 km sur la commune de Saint-Andéol-de-Berg avec un affluent :
      - Ruisseau de Lanségude (rg), 1,9 km sur la commune de Saint-Andéol-de-Berg ;

    - Ruisseau de Serre Miou (rd), 1,4 km sur la commune de Saint-Andéol-de-Berg ;
    - Ruisseau de Mézeyras (rd), 2,1 km sur la commune de Saint-Andéol-de-Berg ;

  - Ruisseau de Vazeille (rg), 5,3 km sur les communes de Saint-Maurice-d'Ibie, Saint-Andéol-de-Berg et Valvignères avec un affluent :
    - Ruisseau de Léouze (rd), 3,5 km sur les communes de Saint-Maurice-d'Ibie, Saint-Andéol-de-Berg et Valvignères ;

  - Le Rieu Sec (rd), 3,7 km sur la commune de Villeneuve-de-Berg ;
- Ruisseau de Remerquer (rg), 7,4 km sur les communes de Saint-Maurice-d'Ibie et Valvignères avec deux affluents :
  - Ruisseau de Redurand (rg), 2,4 km sur les communes de Saint-Maurice-d'Ibie et Gras ;
  - Ruisseau des Valades (rg), 3,4 km sur les communes de Saint-Maurice-d'Ibie et Gras avec un affluent :
    - Ruisseau du Banc de Ramède (), 1,7 km sur les communes de Saint-Maurice-d'Ibie et Gras ;
- Ruisseau de la Veyrière (rg), 5,3 km sur les communes de Saint-Maurice-d'Ibie et Gras avec deux affluents :
  - Ruisseau de Vaschère (rd), 2,3 km sur les communes de Saint-Maurice-d'Ibie et Gras ;
  - Ruisseau de Pallières (rd), 4,2 km sur les communes de Saint-Maurice-d'Ibie et Gras ;
- Le Gardon (rg), 7,3 km sur les communes de Saint-Maurice-d'Ibie et Gras avec deux affluents :
  - Ruisseau de Courbassère (rd), 1,1 km sur la commune de Gras ;
  - Ruisseau de Madieyre (rd), 1,5 km sur la commune de Gras ;
- Ruisseau de Ceysette (rd), 3,9 km sur les communes de Lagorce, Rochecolombe et Saint-Maurice-d'Ibie ;
- Ruisseau de Baravon (rg), 5 km sur les communes de Lagorce, Saint-Maurice-d'Ibie et Gras avec trois affluents :
  - Ruisseau de Rivel (rd), 0,9 km sur la commune de Gras ;
  - Ruisseau de l'Echarassou (rg), 1,7 km sur les communes de Lagorce et Gras ;
  - Ruisseau de Champeaudon (rg), 1 km sur la commune de Lagorce ;
- Ruisseau de Salastre (rd), 10,8 km sur les communes de Lagorce et Rochecolombe avec un affluent :
  - Ruisseau de Rimbaud (rd), 3,2 km sur les communes de Balazuc et Lagorce ;
- Ruisseau de l'Enfer (rg), 7 km sur la commune de Lagorce avec un affluent :
  - Ruisseau de Charnadel (rg), 2,7 km sur la commune de Lagorce ;
- Ruisseau de Rimoron (rd), 3,4 km sur les communes de Lagorce  et Vallon-Pont-d'Arc.

## Hydrologie
La rivière présente des caractéristiques communes aux rivières cévenoles : un débit moyen toute l'année, avec des crues violentes à l'automne et un niveau très bas et parfois à sec à la fin de l'été.
Presque tous les étés, le bas de la rivière paraît asséché, la rivière s'infiltrant dans le sol calcaire. Des résurgences permettent de retour à la surface de la rivière, celle-ci pouvant être plusieurs centaines de mètres en aval de la « disparition de l'eau ».

## Tourisme
Il est possible de se baigner dans la rivière, certains « trous d'eau » étant suffisamment profonds et larges. Le « trou de la Lune », situé au niveau d'un pont submersible de la D558 sur l'Ibie, avec sa petite cascade (barrage du moulin de Noé), en fait partie.
Au printemps, il est aussi possible de faire du canoë.

## Galerie

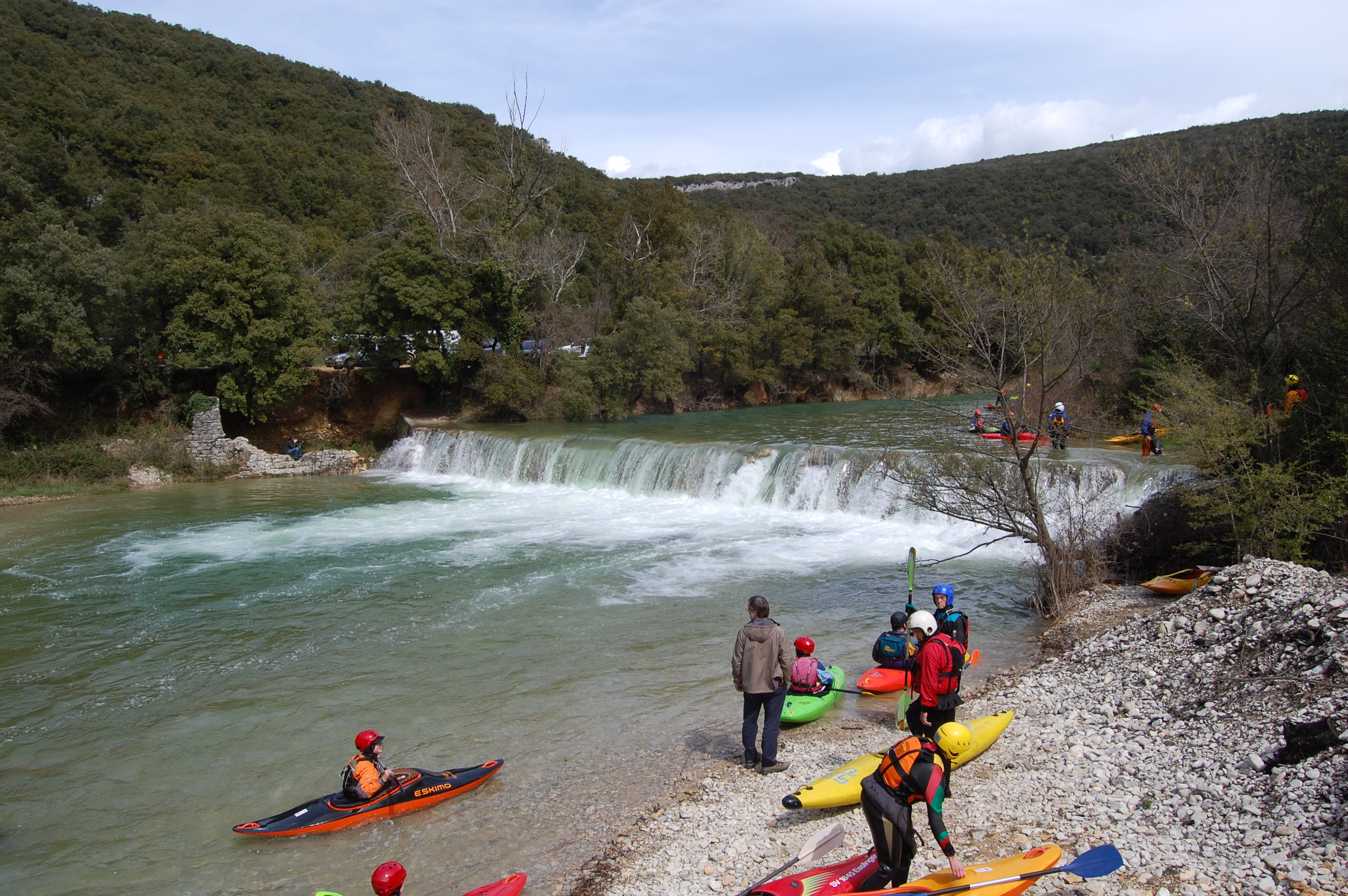
L'ibie en avril 2010.
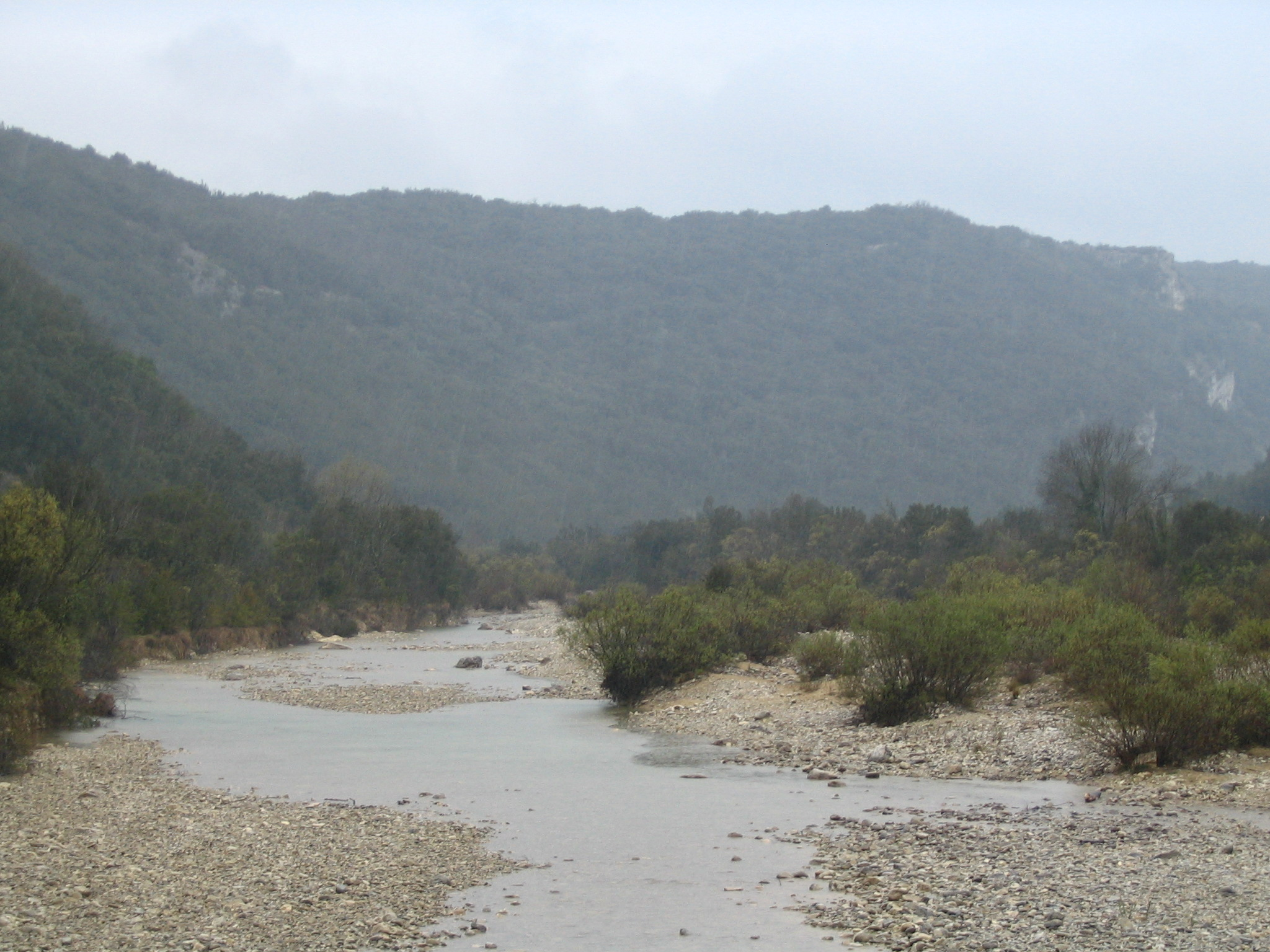
L'Ibie en avril 2007.
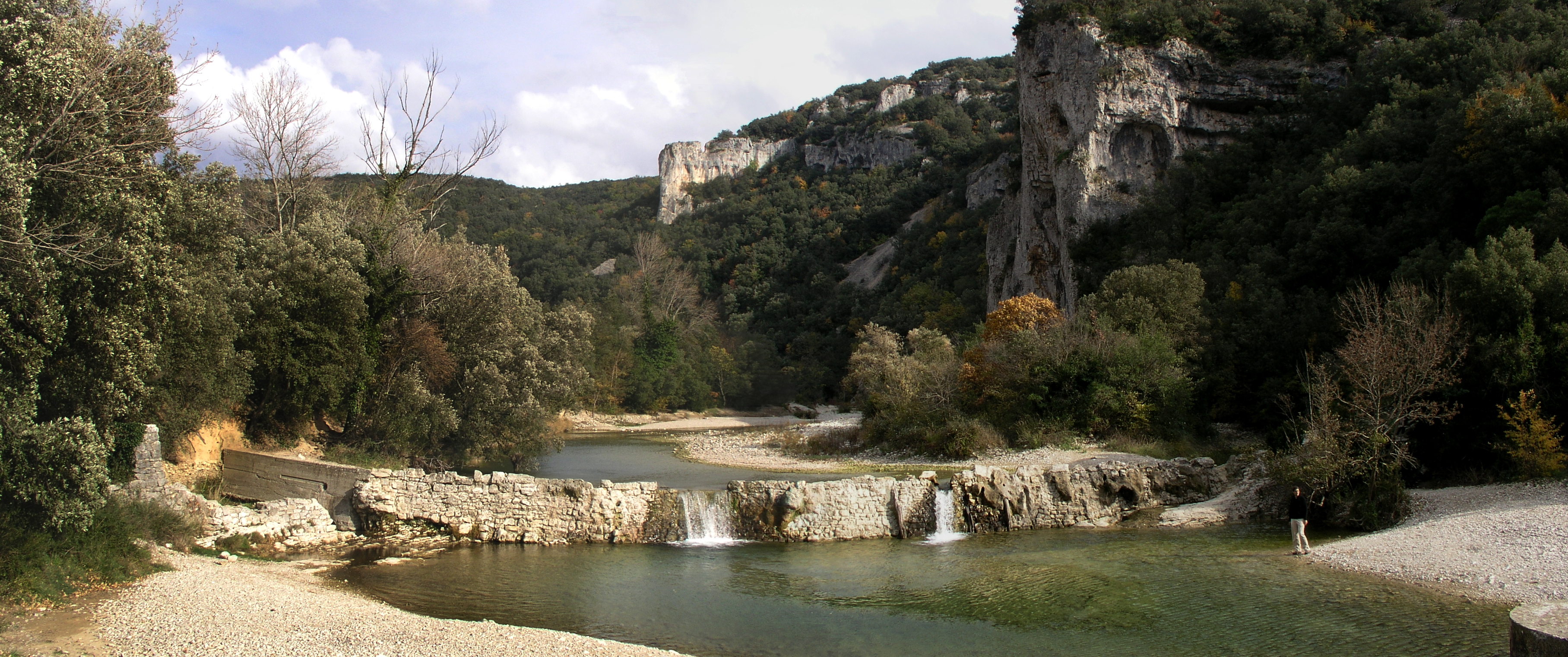
Barrage du moulin de Noé sur l'Ibie, Lagorce.